# General Luna
General Luna (Bayan ng General Luna) är en kommun i Filippinerna. Kommunen ligger på ön Luzon, och tillhör provinsen Quezon. Folkmängden uppgår till 21 068 invånare.

## Barangayer
General Luna är indelat i 27 barangayer.
| - Bacong Ibaba - Bacong Ilaya - Barangay 1 (Pob.) - Barangay 2 (Pob.) - Barangay 3 (Pob.) - Barangay 4 (Pob.) - Barangay 5 (Pob.) - Barangay 6 (Pob.) - Barangay 7 (Pob.) - Barangay 8 (Pob.) - Barangay 9 (Pob.) - Lavides - Magsaysay - Malaya | - Nieva - Recto - San Ignacio Ibaba - San Ignacio Ilaya - San Isidro Ibaba - San Isidro Ilaya - San Jose - San Nicolas - San Vicente - Santa Maria Ibaba - Santa Maria Ilaya - Sumilang - Villarica |